# Ernst Alexanderson
Ernst Frederick Werner Alexanderson (25 de gener de 1878, Upsala, Suècia - 14 de maig de 1975, Schenectady, Nova York, Estats Units) va ser un enginyer elèctric i pioner de la televisió, de nacionalitat estatunidenca però d'origen suec.
Va emigrar als Estats Units el 1901 i va dedicar la majoria de les següents cinc dècades en el seu lloc de treball a General Electric; des de 1952 va treballar per a la Ràdio Corporation of America. Va crear un alternador d'alta freqüència que va ser capaç de produir ones radiofòniques contínues, revolucionant d'aquesta manera, la radiocomunicació.
El seu alternador perfeccionat el 1906, va millorar enormement la comunicació transoceànica i va establir sòlidament l'ús d'aparells sense fils en el transport marítim i la guerra. També va desenvolupar un complex sistema de control el 1916, usat per automatitzar els processos de manufactura més detallats i operar els canons antiaeris.
Se li va concedir la patent número 321 el 1955 pel receptor de televisió a color que va dissenyar per RCA.